# Jettingen (Bade-Wurtemberg)
Pour les articles homonymes, voir Jettingen.
Jettingen est une commune de Bade-Wurtemberg (Allemagne), située dans l'arrondissement de Böblingen, dans la région de Stuttgart, dans le district de Stuttgart.
Elle est constituée de deux communes autrefois indépendantes, Oberjettingen et Unterjettingen.